# Pearl Harbor (Film)
Pearl Harbor ist ein US-amerikanisches Kriegsdrama von Regisseur Michael Bay aus dem Jahr 2001. Der Film spielt zur Zeit des Angriffs der Japaner auf Pearl Harbor und des US-amerikanischen Doolittle Raids im Zweiten Weltkrieg. Hauptdarsteller sind Ben Affleck, Josh Hartnett und Kate Beckinsale.

## Handlung
Die Filmgeschichte dreht sich um die zwei Freunde Rafe McCawley und Danny Walker, die sich seit Kindheitstagen kennen. Ihr großer Traum ist es, Piloten zu werden; schon mit sechs Jahren sammeln sie erste „Flug“erfahrungen in einem Agrarflugzeug. Später treten beide den US Army Air Forces bei und stehen unter dem Befehl von Major James H. Doolittle. Als sich die Lage in der Luftschlacht um England zuspitzt, meldet sich Rafe, um der Royal Air Force im Kampf gegen die deutsche Luftwaffe beizustehen. Bei der Musterung der Freiwilligen lässt ihm die Militärkrankenschwester Evelyn Johnson seine vermutliche Legasthenie durchgehen. Die beiden werden schnell ein Paar.
Bald danach werden Danny und Evelyn mit ihren Einheiten auf den US-Stützpunkt Pearl Harbor auf Hawaii versetzt. Währenddessen wird Rafe im Kampf abgeschossen und stürzt ins Meer, woraufhin er für tot erklärt wird. Danny überbringt Evelyn die Nachricht von Rafes Tod. Nach einer Zeit der Trauer und einigem guten Zureden ihrer Freunde verlieben sie sich ineinander und kommen zusammen. Kurz vor dem Angriff der Japaner taucht überraschend Rafe wieder auf, der den Absturz mit Hilfe französischer Fischer überlebt hat. Es kommt zum Konflikt der beiden Freunde, als Rafe von der intimen Beziehung der beiden erfährt. Rafe und Danny beginnen eine Schlägerei in einer Kneipe, an der sich auch die anderen Gäste beteiligen. Um dem Militärgefängnis zu entgehen, flüchten sie vor der anrückenden Militärpolizei gemeinsam in einem Auto und verbringen die Nacht an der Küste.
Am folgenden Morgen werden sie von überfliegenden japanischen Kampfflugzeugen geweckt, der fatale Angriff auf Pearl Harbor beginnt. In der kommenden halben Stunde folgt ein zerstörerischer Schlag, in dessen Verlauf mehrere Schiffe versenkt und tausende Soldaten getötet werden. Rafe und Danny gelingt es als einzigen, jeweils noch ein Flugzeug vom Typ Curtiss P-40 von einem kleineren Wartungs-Flugplatz in der Nähe von O’ahu in die Luft zu bringen und mit Bodenunterstützung sieben Flugzeuge der Japaner zum Absturz zu bringen.
Nachdem der Angriff überstanden ist, sollen sich die beiden Freunde am Doolittle Raid, einem amerikanischen Luftangriff auf die japanische Hauptstadt Tokio, beteiligen. Evelyn verabschiedet sich zuerst von Rafe, sagt ihm, ihre ganze Liebe gehöre Danny, aber sie liebe auch ihn, Rafe. Er solle auf Danny aufpassen, da sie von ihm schwanger ist, was sie ihm nicht sagen will, damit er unbelastet an der Militäraktion teilnehmen könne. Anschließend sagt sie Danny, dass sie ihn liebt und auf ihn wartet. Rafe offenbart Danny anschließend, dass sie beide die gleiche Frau lieben. Die Freunde sollen mit den hochmodernen B-25-Bombern vom Flugzeugträger USS Hornet starten. Am Morgen des 18. April 1942 läuft die Flotte mit 16 B-25 aus. Als die sich nähernden Schiffe vorzeitig von den Japanern entdeckt werden, müssen die Flugzeuge sogleich starten und dadurch eine größere Strecke als geplant zurücklegen. Sie verfügen deswegen nach der erfolgreichen Bombardierung Tokios kaum noch über Treibstoff. Statt wie geplant ins Landesinnere von China zu fliegen, müssen Dannys und Rafes Maschinen nacheinander kurz hinter der chinesischen Küste notlanden. Die Überlebenden der beiden Crews werden von den dort stationierten Japanern gestellt. Doch Rafe und Danny gelingt es, die Japaner abzulenken und zu töten, dabei wird Danny durch zwei Kugeln tödlich verwundet. Kurz bevor er stirbt, erfährt er, dass Evelyn von ihm schwanger ist, woraufhin er Rafe bittet, sich um das Kind zu kümmern.
Die überlebenden Piloten kehren bald nach Dannys Tod in die USA zurück. Rafe lebt fortan mit Evelyn auf der Farm von Dannys Vater und kümmert sich mit ihr um den Sohn seines verstorbenen Freundes, der den Namen seines Vaters trägt.

## Synchronisation
Die deutsche Synchronisation fand durch die Berliner Synchron GmbH Wenzel Lüdecke statt. Das Dialogbuch schrieb Alexander Löwe, die Dialogregie führte Clemens Frohmann aus.
| Rolle                 | Darsteller        | Deutscher Sprecher   |
| --------------------- | ----------------- | -------------------- |
| Rafe McCawley         | Ben Affleck       | Peter Flechtner      |
| Danny Walker          | Josh Hartnett     | Simon Jäger          |
| Evelyn Johnson        | Kate Beckinsale   | Marie Bierstedt      |
| James Doolittle       | Alec Baldwin      | Klaus-Dieter Klebsch |
| Gooz                  | Michael Shannon   | Michael Iwannek      |
| Billy                 | William Lee Scott | Tobias Müller        |
| Red                   | Ewen Bremner      | Oliver Rohrbeck      |
| Sandra                | Jennifer Garner   | Dascha Lehmann       |
| Betty                 | Jaime King        | Julia Ziffer         |
| Barbara               | Catherine Kellner | Bianca Krahl         |
| Doris Miller          | Cuba Gooding jr.  | Dietmar Wunder       |
| Franklin D. Roosevelt | Jon Voight        | Joachim Höppner      |
| Jesse Thurman         | Dan Aykroyd       | Thomas Danneberg     |
| Dannys Vater          | William Fichtner  | Torsten Michaelis    |

## Veröffentlichungen und Director’s Cut
Pearl Harbor wurde am 21. Mai 2001 auf Hawaii erstmals aufgeführt. In der Schweiz startete der Film am 31. Mai, Deutschland und Österreich folgten am 7. Juni. Bei einem Produktionsbudget von 140 Mio. US-Dollar erzielte die Gemeinschaftsproduktion von Touchstone Pictures und Jerry Bruckheimer Films mit 449 Mio. US-Dollar weltweit das sechsthöchste Einspielergebnis der Filme dieses Jahres.
Ende 2001 folgte die Veröffentlichung des Films auf DVD und VHS. Im deutschen Fernsehen wurde Pearl Harbor 2002 im Pay-TV und 2004 im Free-TV erstmals ausgestrahlt. Seit 2007 wird der Film zusätzlich auf Blu-Ray vertrieben.
Im Zuge der Veröffentlichung auf DVD wurde 2002 von Pearl Harbor ein sogenannter Director’s Cut produziert. Die Laufzeit dieser neuen Schnittfassung ist eine Minute länger, die zusätzlichen Aufnahmen beziehen sich überwiegend auf Gewaltdarstellungen. Der Director’s Cut von Pearl Harbor wurde von der FSK ab 16 Jahren freigegeben. Er ist ausschließlich auf DVD verfügbar.

## Rezensionen

### Kritiken
Pearl Harbor wurde von den Filmkritikern überwiegend negativ aufgenommen. So erzielte der Film bei Rotten Tomatoes 24 % beim Tomatometer. Im Gegenzug dazu erhielt der Streifen bei der Zuschauerwertung 66 %.
Das Lexikon des internationalen Films urteilte:

„Aufdringliches Kriegsabenteuer mit unangenehmen patriotischen und heroischen Tönen, die auch nicht von den tricktechnisch ausgefeilten Schlachtszenen überspielt werden. Glatt und gefällig wie ein Werbespot zum Dienst an der Waffe, bietet sich das Bild einer ausgesprochen reaktionären Vergangenheitsbewältigung.“

Rolf Giesen und Ronald M. Hahn fassten es wie folgt zusammen:

„[…] und immer wieder stürzt die Kamera hinunter auf Pearl Harbor, als wäre der Film die Bombe, deren Explosion er zeigt. Und wie nennt man bitteschön auf gut Englisch einen Film bei dem es Freund und Feind graust: A Bomb, ganz recht! Verdummt in alle Ewigkeit.“

### Auszeichnungen (Auswahl)
Der Film wurde im Jahr 2002 mit einem Oscar für den besten Tonschnitt ausgezeichnet. Die meisten Nominierungen, insbesondere der renommierten Preisverleihungen, bezogen sich auf die technische und musikalische Umsetzung. Im Kontrast zu Oscar- und Golden-Globe-Nominierungen wurde der Film sechsmal für die Goldene Himbeere nominiert.
Oscarverleihung 2002
- Auszeichnung in der Kategorie Bester Tonschnitt für Christopher Boyes und George Watters II
- Nominierung in der Kategorie Bester Filmsong (There You’ll Be) für Diane Warren
- Nominierung in der Kategorie Bester Ton für Peter J. Devlin, Kevin O’Connell und Greg P. Russell
- Nominierung in der Kategorie Beste visuelle Effekte für Eric Brevig, John Frazier, Edward Hirsh und Ben Snow

Golden Globe Awards 2002
- Nominierung in der Kategorie Bester Filmsong für Diane Warren
- Nominierung in der Kategorie Beste Filmmusik für Hans Zimmer

Goldene Himbeere 2002
- Nominierung in der Kategorie Schlechtester Film,
- Nominierung in der Kategorie Schlechteste Regie
- Nominierung in der Kategorie Schlechtester Schauspieler für Ben Affleck
- Nominierung in der Kategorie Schlechtestes Drehbuch
- Nominierung in der Kategorie Schlechtestes Leinwandpaar für Ben Affleck mit Kate Beckinsale oder Josh Hartnett
- Nominierung in der Kategorie Schlechtestes Remake

## Historisch fehlerhafte Darstellungen
- Präsident Roosevelt erfuhr von einem Mitarbeiter, der in seinen Raum stürzte, vom Angriff der Japaner. Er war beim Mittagessen mit seinem Berater und Freund Harry Hopkins, als er den Anruf von Marineminister Frank Knox bekam.[10]
- Die Szene, in der Präsident Roosevelt mit aller Kraft aus seinem Rollstuhl aufsteht und eine dramatische Rede hält (Zitat: do not tell me it can’t be done!; zu deutsch: „erzählen Sie mir nicht, es kann nicht durchgeführt werden!“), ist frei erfunden.[11]
- Als die Protagonisten des Films sich im Kino die Wochenschau ansehen, sollen dort Bilder des deutschen Vormarsches und der Zerstörung durch die Wehrmacht in Europa gezeigt werden. Der kurz gezeigte Ausschnitt der Wochenschau zeigt aber eine Szene aus dem Einmarsch der amerikanischen Truppen in Köln im März 1945. Es ist einen Augenblick lang der Kölner Dom zu sehen.
- Die Japaner haben bei ihrem Angriff auf Pearl Harbor nicht, wie im Film gezeigt, auf Zivilisten oder Krankenhäuser geschossen, sondern sie gemäß ihren Befehlen verschont.
- Insbesondere die vor und während des Angriffs gezeigten Schiffe sind (mit Ausnahme der computergenerierten Darstellungen wie beispielsweise der explodierenden Arizona) fast ausschließlich moderne Einheiten der US Navy. Zu sehen sind beispielsweise Schiffe der Spruance, Knox- und Garcia-Klasse sowie eine Anzahl von modernen Docklandungsschiffen.
- Die Curtiss P-40 der Version N, mit denen Rafe und Danny den japanischen Angriff abzuwehren versuchen, wurden erst ab 1942 an die United States Army Air Forces ausgeliefert. In der Realität waren es P-40 der Version B. In der Eingangsszene „Angsthasenspiel“ im Januar 1941 ist in einer der Maschinen ein HUD-System eingebaut, das in dieser Form noch gar nicht verfügbar war.
- Die japanischen Flugzeugträger verfügen über Winkeldecks, die erst Jahre nach Ende des Zweiten Weltkriegs entwickelt wurden. Die Brückenaufbauten sind untypisch, bei ihnen handelt es sich um spiegelverkehrte Aufnahmen älterer US-amerikanischer Flugzeugträger der Forrestal-Klasse aus den 1950er Jahren.
- In den Einstellungen, die angeblich den marschierenden japanischen Flottenverband zeigen, sind moderne amerikanische Träger der Nimitz-Klasse, die von ebenfalls amerikanischen Lenkwaffenzerstörern der Arleigh-Burke-Klasse begleitet werden, zu sehen. Auch der amerikanische Träger (Hornet), von dem im späteren Film die B-25 Gruppe den Angriff auf Tokio startet, hat fälschlicherweise ein Winkeldeck, und man kann teilweise bei den Startszenen die Führungen der Dampfkatapulte sehen, die erst später in Flugzeugträgern eingebaut wurden.
- Im Film sagt Präsident Roosevelt schon Anfang 1941, dass die amerikanische Industrie Rüstungsgüter an die Sowjetunion liefere. Das Leih- und Pachtgesetz zwischen den USA und Großbritannien wurde jedoch erst nach dem Überfall der deutschen Wehrmacht nach dem 22. Juni 1941 auf die Sowjetunion erweitert. Somit kam es erst ab Juli/August 1941 zum Tragen.
- Es gab im Frühjahr 1941 bei Tag keine Angriffe der deutschen Luftwaffe mehr auf London, wie es im Film dargestellt wird. Die Royal Air Force hatte 1941 die Lufthoheit über Südengland und den Kanal. Zu größeren Gefechten in der Luft wie im Film gezeigt kam es Anfang 1941 nicht mehr. Die Luftschlacht um England fand bereits im Spätsommer 1940 statt.
- In einer Strategiebesprechung der Admiräle tritt – gespielt von Graham Beckel – ein namenloser Admiral auf, der sich ohne Belege weigert, die Pazifikflotte auf volle Gefechtsbereitschaft zu bringen. In der Besetzung wird er als Admiral Chester W. Nimitz angegeben, doch wurde Nimitz erst Ende Dezember 1941, nach dem Angriff auf Pearl Harbor, zum Oberbefehlshaber der Pazifikflotte ernannt.